# ネオゼネバス帝国
ネオゼネバス帝国（ネオゼネバスていこく）は、玩具シリーズ「ゾイド」において第2期シリーズより登場する惑星Ziに在る架空国家。バトルストーリーのみに存在し、アニメにはプロイツェンの出生の秘密を含め存在しない。

## 作中の設定
ゼネバス帝国滅亡後、同国の将兵は皇帝であるゼネバス共々ガイロス帝国に吸収され、その戦力として従事する形となった。だが、第一次大陸間戦争期において旧ゼネバス帝国人はゼネバス皇帝を人質として捨て駒同然で死地に送られる状況にあり、ゼネバス他界後の時代においても同国で冷遇される状況にあった。また、後の第二次大陸間戦争時代にて摂政であるギュンター・プロイツェンは代々摂政を勤める名門プロイツェン家の出身でありながら、父はゼネバス帝国皇帝ゼネバス・ムーロアである秘密を内包しており、少年時代よりガイロスへの忠誠を持たず父の無念を晴らすことを考えていた。こうした背景を持つガイロス帝国内において、ZAC2098年には先代皇帝であるガイロスが他界し、惑星Zi大異変からガイロス帝国を立て直した功績から民衆から絶大な支持を得ていたプロイツェンは、それを背景として政敵の粛清を行うとともに議会を掌握し、同国の実権を握っていた。さらに、旧ゼネバス人を構成員とした自身の親衛隊である「PK師団」、影の部隊「鉄竜騎兵団」を創設。ZAC2099年にガイロス帝国とヘリック共和国の共倒れと、ゼネバス帝国復興を最終目標とした第二次大陸間戦争の開戦に踏み切った。
そして数々の工作によりガイロス・ヘリック両軍の力を削いだ後のZAC2101年、ガイロス帝国首都ヴァルハラで反乱を起こしネオゼネバス帝国建国を宣誓と同時に初代皇帝ギュンター・プロイツェン・ムーロアを名乗る。両軍との戦力差を埋めるため、ヴァルハラに攻め入ったガイロス・ヘリック連合軍の主力を道連れに、プロイツェン自身はヴァルハラごと自爆する。同時に息子のヴォルフ・ムーロア率いる鉄竜騎兵団(アイゼンドラグーン)によって中央大陸デルポイを制圧。ZAC2102年、ヴォルフが2代目皇帝を名乗ると共にネオゼネバス帝国建国を実現する。制圧時の要求が共和国議会の解散と共和国軍の解体のみという緩やかなものだったため、中央大陸の人々の人心を掌握。かつて中央大陸を統一したヘリックI世王の正統な子孫としてネオゼネバス皇帝となったヴォルフの存在と、将来に予想されうるガイロス帝国の南下の恐怖が中央大陸の統治を容易にしていた。
ZAC2106年に残存する共和国軍を追い詰め中央大陸の完全制圧を実現。共和国軍は東方大陸へ落ち延びる。ZOITECの支援を受けて戦力を再構築した共和国軍は2年後の中央大陸北東部海岸に上陸し、かつての共和国首都ヘリックシティを目指して進撃を開始。ネオゼネバス軍は旧首都の北に防衛線を張り、遂に共和国軍と激突する。戦いの結末はネオゼネバス皇帝ヴォルフ・ムーロアと共和国軍のパイロットであったレイ・グレッグとの因縁の対決の決着で締めくくられたため、どちらの陣営が勝利したかは語られていない。
国旗と国章は旧ゼネバス帝国時代のものを踏襲している。首都はゼネバス帝国同様に中央大陸西部に構えられた。

## 軍隊

### 概要
国防軍はZAC2102年に成立したネオゼネバス帝国建国に伴い、鉄竜騎兵団を解散して、新戦力を加えたうえで編成された。そのため、鉄竜騎兵団に配属されていたゾイドはそのまま同軍に配備されている。
新興国ゆえ経済力・兵力は弱く、その基盤の弱さからコストの低いキメラブロックスをいち早く導入した(これは皇帝ヴォルフ・ムーロアが戦争で疲弊した国民生活を慮り、軍事費削減の一貫として行った側面も持つ)。また、幾つかのゼネバス帝国時代からのゾイドやガイロス帝国製ゾイドの導入され、デススティンガー、ジェノザウラー、ザバット、ホエールキング、アイアンコングイエティ、デスザウラー、ウオディック、シーパンツァー、ゲーターの運用も確認される。技術収集と取得に余念がなく、未知の戦術と機体により敵に打撃を与える用兵思想を重視している。
ZAC2105年の時点で総戦力はヘリック・ガイロス両軍を凌駕しており、ZAC2106年時点での共和国軍との戦力比は20:1と圧倒している。ただし、広大な領土を防衛しなければならないために戦力配置は分散しており、ZAC2109年に行われた決戦においても30%の戦力での戦いを強いられている。

### 編成
皇帝ヴォルフを頂点に、その下に最高司令本部が置かれ陸海空三軍および武器開発局を総括する。また、民間軍事企業ZOITECがキメラブロックスの開発を行っている。スティルアーマー、シザーストーム、レーザーストームが配備されたキメラ強襲隊、無人キメラ指揮を目的にロードゲイル、ディアントラーなど有人キメラブロックスが配備された無人キメラ指揮隊、その末端でフライシザース、シェルカーン、ディプロガンズ、デモンズヘッド、キメラドラゴンが配備された無人キメラ隊とキメラブロックス運用のために3つの部隊が編成されている。
陸軍（以下、機動陸軍）は軍の中核を担う装甲師団、機械化歩兵師団、特殊工作師団、兵站を担当する補給師団（グスタフ配備）の4つの師団が存在し、装甲師団指揮下にはデスザウラー、バーサークフューラー、シュトゥルムフューラー、ディロフォース、ハンマーロックが配備された強襲戦闘隊、セイスモサウルスが配備された重砲隊、ディメトロドンが配備された強行偵察隊の3つの部隊が編成されている。特殊工作師団はライガーゼロイクスとガンタイガーが配備された高速幻影隊とディマンティスが配備された奇襲攻撃隊、デススティンガー、ダークスパイナー、グランチャーが配備された特務隊と3つの部隊が編成されている。
海軍はマッカーチス、キラードームが配備された奇襲攻撃隊とドラグーンネストが配備された輸送艦隊と二つの部隊が編成され、空軍（以下、戦略空軍）は旧ゼネバス帝国時代から使われていたシュトルヒと鉄竜騎兵団に配備されていたグレイヴクアマの2機種が制空戦闘隊に配備されている。
ヴォルフ皇帝を守る皇帝親衛隊にはエナジーライガーが配備されている。
その他、具体的な指揮系統は不明であるがデススティンガーのバリエーション機であるステルススティンガー及びサックスティンガー、外洋守備隊のマリンスティンガーの存在も確認される。

### 部隊名
ここではゾイドバトルストーリーにおいて登場し、活躍した部隊名を記す。
黒の竜騎兵団
ネオゼネバス帝国成立後に創設された特殊部隊。配備されたゾイドは全て漆黒の塗装がされていることからそう呼ばれる。ネオゼネバス帝国最強のゾイド乗りと噂されるジーニアス・デルダロス少佐が所属し、共和国軍の残党狩りを行っていた。配備ゾイドはステルススティンガー、サックスティンガー、ダークスパイナーなど。

## 地理
中央大陸を領土としているため、土地そのものはヘリック共和国や旧ゼネバス帝国と同じである。

### 施設
- キマイラ要塞都市 - 旧共和国首都への進路上に存在する天然の巨大カルデラ内に建造された要塞。キメラブロックス生産拠点の一つでもある[23]。
- クック要塞 - 中央山脈東の麓に位置するネオゼネバス帝国軍前線基地。ZAC2106年にて一度は共和国軍に攻め落とされるが[15]間もなく奪い返した[9]。